# صن ست سويش
صن ست سويش (サンセット スウィッシュ سانسِتُّو سويشُّو) هي فرقة يابانية ثلاثية. منتج الفرقة هو سوني للترفيه الموسيقي الياباني. ألبومها الأول هو "دعنا نلتقي في مدينتك" (あなたの街で逢いましょう أناتا نو ماتشي دي أيماشو) والذي أُصدر في 6 نوفمبر 2006. أغانيها اِستُخدِمت في عدة مسلسلات أنمي مثل الإنهاء الكبير! و‌الملك المغامر بيت و‌بليتش.

## أعضاء
- جونزو إشيدا (石田 順三 إشيدا جونزو؟)، وُلد في 28 فبراير 1981 ويعزف البيانو.
- دايسوكي سايكي (佐伯 大介 سايكي دايسوكي؟)، وُلد في 28 أغسطس 1980 ويغني.
- يوكي توميدا (冨田 勇樹 توميدا يوكي؟)، وُلد في 13 يوليو 1980 ويعزف الغيتار.

## وصلات خارجية
- صن ست سويش على موقع ميوزك برينز (الإنجليزية)

- الموقع الرسمي (باليابانية)